# 日本教育学院高等学校
日本教育学院高等学校（にほんきょういくがくいんこうとうがっこう）は、奈良県宇陀市大宇陀上片岡194番地の6にある日本の私立高等学校である。運営は学校法人奈良岡村学園。
2015年（平成27年）4月に奈良県によって認可され、2015年（平成27年）9月に開校した。かつてあった宇陀市立田原小学校の跡地を利用して設置されている。

## 沿革
- 2015年（平成27年）4月 学校法人認可。
- 2015年（平成27年）9月 本校開校、大阪南キャンパス開校。
- 2017年（平成29年）12月 橿原校認可開校。

## 設置学科
- 普通科：通信制課程・単位制

## キャンパス
- 本　校：奈良県宇陀市大宇陀上片岡194番地の6

【面接指導施設】
- 橿原校：奈良県橿原市内膳町2丁目5番21号
- 大阪南キャンパス：大阪府大阪市平野区喜連西4-7-15（関西情報工学院専門学校内）

## 事務局
【平成29年12月　八木事務局が橿原校として認可された】
- 旧　八木事務局：奈良県橿原市内膳町2丁目5番21号